# Federación de baloncesto de Austria
La ABF (por sus siglas en inglés "Austrian Basketball Federation")es el organismo que rige las competiciones de clubes y la Selección nacional de Austria. Pertenece a la asociación continental FIBA Europa.

## Ranking FIBA
| Po. | País               | País    | Puntos |
| --- | ------------------ | ------- | ------ |
| 83  | Bandera de Austria | Austria | 0.0    |

## Registros
- 185 Clubes Registrados.
- 3,440 Jugadoras Autorizadas
- 11,258 Jugadores Autorizados
- 50,000 Jugadores NoAutorizados

## Clubes de Primera División (Masculino)
- ABC Lions Dornbirn
- Arkadia Traiskirchen Lions
- Basket Swans Gmunden
- BSC Raiffeisen Fürstenfeld Panthers
- BK Dukes Klosterneuburg
- Chello-Wörthersee Piraten
- Renault Skala Oberwaltersdorf Comets
- Superfund Bulls Kapfenberg
- UBC Mattersburg-49ers
- UBC Stahlbau Oberwart Gunners
- UKJ Süba St. Pölten
- WBC Kraftwerk Wels

## Clubes de Primera División (Femenino)
- BK Duchess Klosterneuburg
- Gustino Schnitzlplatz'l Powerbasket Wels
- Flying Foxes Post SV Wien
- Lady Jacks Baden
- UBBC Schrauben Bayer Herzogenburg
- UBSC Graz Styrian Union Stars
- Union Alt Brigittenau-UAB